# Alchemilla gracilis
Alchemilla gracilis é uma espécie de rosácea do gênero Alchemilla, pertencente à família Rosaceae.